# Tháng 1 năm 2004

## Tháng 1năm2004

### Thứ 5, ngày29 tháng 1
- Bản điều trần của Lord Hutton: Greg Dyke, Tổng giám đốc của BBC, từ chức vì bản điều trần này. Mark Byford trở thành Quyền tổng giám đốc. Tin tức Anh chỉ trích bản báo cáo đó là thanh minh.

### Thứ 4, ngày28 tháng 1
- Mười nước gặp nhau ở Bangkok, Thái Lan để thảo luận về bệnh cúm gà.
- Một quả bom nổ trong xe ở Baghdad, Iraq. Ba người chết.
- Hơn 100.000 người biểu tình ở Tel Aviv về kế hoạch của Ariel Sharon cho quân đội Israel rút khỏi vài khu vực thuộc dải Gaza và Bờ Tây.
- Các nhà vật lý học thông báo là họ tìm thấy một loại chất mới, gọi chất đặc fermion (fermionic condensate).

### Thứ 3, ngày27 tháng 1
- Trung Quốc thừa nhận là tỉnh Quảng Tây có nhiều ca nhiễm bệnh cúm H5N1 (bệnh cúm gà). Trung Quốc là nước thứ 10 phát hiện sự tồn tại của dịch bệnh này. [liên kết hỏng]. Hai tỉnh Hồ Nam và Hà Bắc cũng bị nghi ngờ có dịch bệnh này.  Lưu trữ ngày 6 tháng 2 năm 2012 tại Wayback Machine .
- Tổng thống Mỹ 2004: Thượng nghị sĩ John Kerry thắng sơ cử ứng viên tổng thống của đảng Dân chủ ở New Hampshire. Howard Dean xếp thứ hai.

### Thứ 2, ngày26 tháng 1
- Tổng thống Hamid Karzai ký bản hiến pháp mới của Afghanistan.